# Referendo de 1967 sobre a independência da costa francesa da Somália
O referendo sobre a independência da Costa Francesa da Somália ocorreu neste território em 19 de março de 1967. Ordenada pelo Presidente da República Francesa, General Charles de Gaulle, em resposta aos tumultos e protestos durante a visita oficial deste último ao território no ano anterior, viu os eleitores rejeitarem a independência por uma margem de 21 pontos.
Este é o segundo de três referendos sobre a independência deste território. Durante o primeiro referendo, em 1958, os eleitores rejeitaram a independência por uma margem de 50 pontos. No terceiro referendo, em 1977, os eleitores apoiaram quase unanimemente a independência.
Na sequência deste referendo de 1967, a Costa Francesa dos Somalis mudou de nome e tornou-se o Território Francês dos Afares e Issas.

## Resultados
| Escolha                     | Votos | %     |
| --------------------------- | ----- | ----- |
| A favor                     |       | 39h40 |
| Contra                      |       | 60,60 |
|                             |       |       |
| Votos válidos               |       | 99,70 |
| Votos em branco e inválidos |       | 0h30  |
| Total                       |       | 100   |
| Abstenção                   |       | 5.04  |
| Inscrito/Participação       |       | 94,96 |

## Galeria

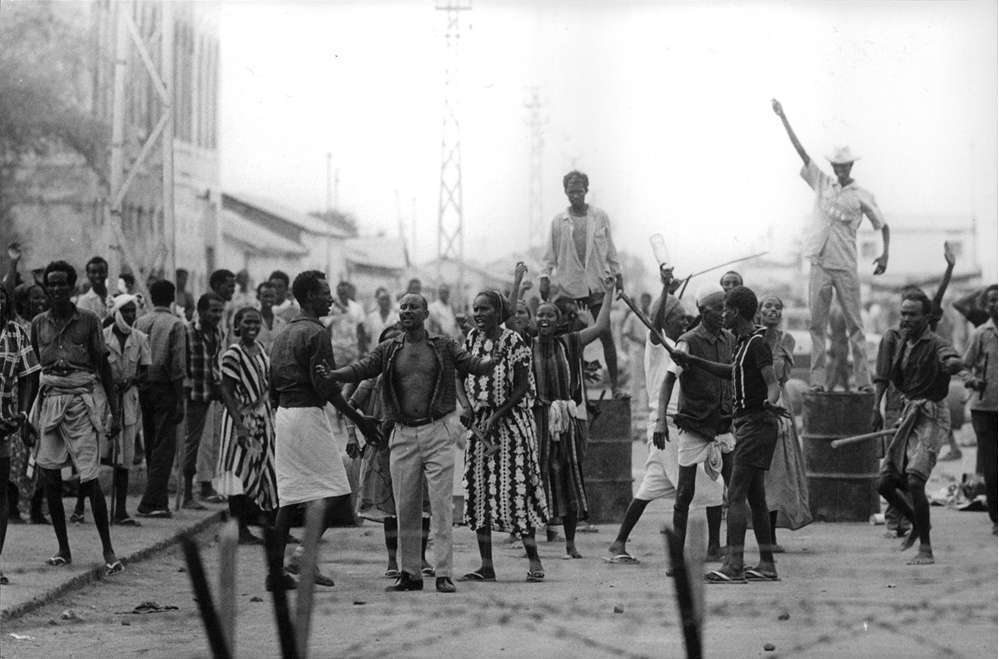
Manifestação em Djibuti em 23 de março de 1967 após os resultados.
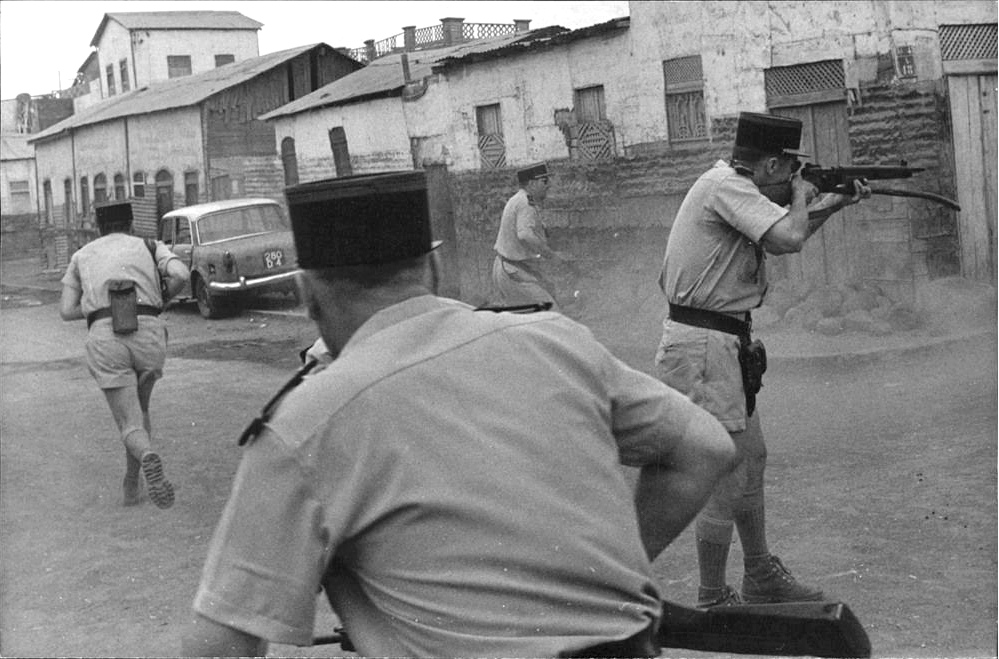
Soldados franceses em tiroteio nas ruas de Djibuti, 23 de março de 1967.